# Sjukhusfysiker
Sjukhusfysiker är yrkesbeteckningen för en person som avlagt sjukhusfysikerexamen och som innehar yrkeslegitimation utfärdad av Socialstyrelsen. Sjukhusfysiker arbetar vanligtvis inom sjukvården i de sammanhang där olika former av strålning används för diagnostik och behandling, t.ex. magnetresonanstomografi, röntgenstrålning , strålbehandling, och nuklearmedicin.
Sjukhusfysiker är också verksamma inom teknik, industri och forskning.